# Hongersnoodstele

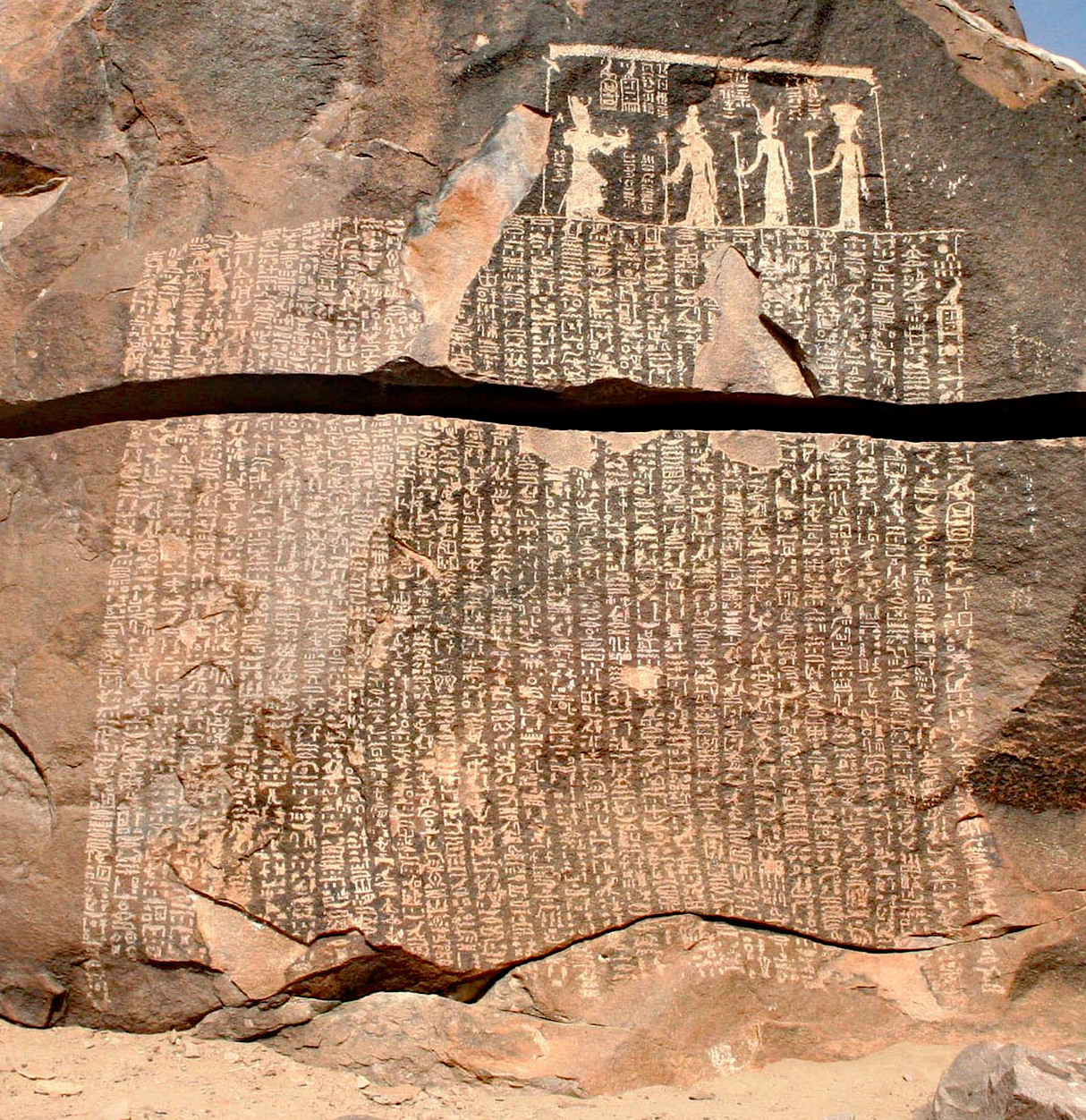
Hongersnoodstele

De Hongersnoodstele is een inscriptie op een rots op het eiland Sehel, dat tussen de eilanden Philae en Elephantine bij Aswan ligt.

## Het decreet
Op de stele wordt de Triade Chnoem, Satet en Anuket afgebeeld, die offers van Djoser krijgt aangeboden. Dit gebeurt nadat het land door zeven jaar droogte is getroffen, omdat de Nijl niet overstroomde. Hierdoor ontstond hongersnood. Koning Djoser vraagt Imhotep om hulp en deze raadpleegt de archieven van Thot in Hermopolis Magna. Het blijkt dat de god Chnoem, verantwoordelijk voor de overstroming, boos is. Om de god tevreden te stellen vaardigt Djoser een decreet uit waarin de tempel van Chnoem op Elephantine het gebied Dodekaschoinos (ongeveer een lengte van 95 km langs beide oevers van de Nijl) ten zuiden van Elephantine met alle rijkdommen krijgt aangeboden.

## Historische context
Volgens Egyptologen is de inscriptie niet geschreven in de tijd van Djoser, maar opgesteld in de periode van de Ptolemaeën.